# Norbert Altenkamp

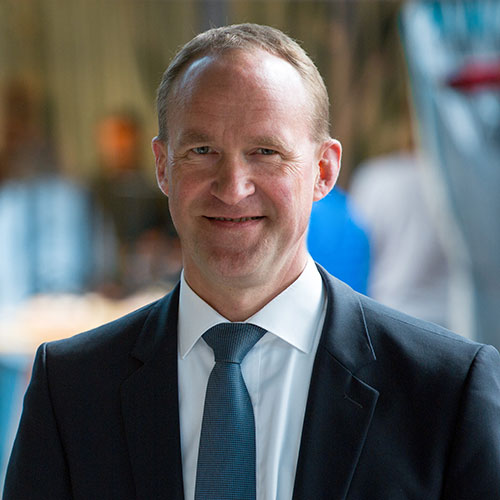
Norbert Altenkamp, MdB (2017)

Norbert Maria Altenkamp (* 27. Juli 1972 in Marl) ist ein deutscher Politiker (CDU). Seit der Bundestagswahl 2017 ist er als Direktkandidat Mitglied des Deutschen Bundestages. Zuvor war er von 2003 bis 2017 Bürgermeister von Bad Soden am Taunus.

## Leben und Beruf
Norbert Altenkamp absolvierte nach Höherer Handelsschule und Abitur eine Ausbildung zum Bankkaufmann; den schulischen Anteil der Ausbildung erhielt er am Hans-Böckler-Berufskolleg Marl/Haltern. Seine Bankausbildung machte er bei der Dresdner Bank AG. An der Westfälischen Wilhelms-Universität Münster studierte er Volkswirtschaftslehre mit dem Schwerpunkt Öffentliche Betriebe und Verwaltungen sowie Krankenhausmanagement. 2000 machte er seinen Abschluss als Diplom-Volkswirt. In Münster wurde er Mitglied der katholischen Studentenverbindung K.D.St.V. Sauerlandia Münster im CV. Er war zunächst Referent der CDU-Fraktion im Kreistag des Kreises Recklinghausen, später war er im Büro des Landrates als Fachreferent für Wirtschafts- und Strukturpolitik tätig.

## Partei und Ämter

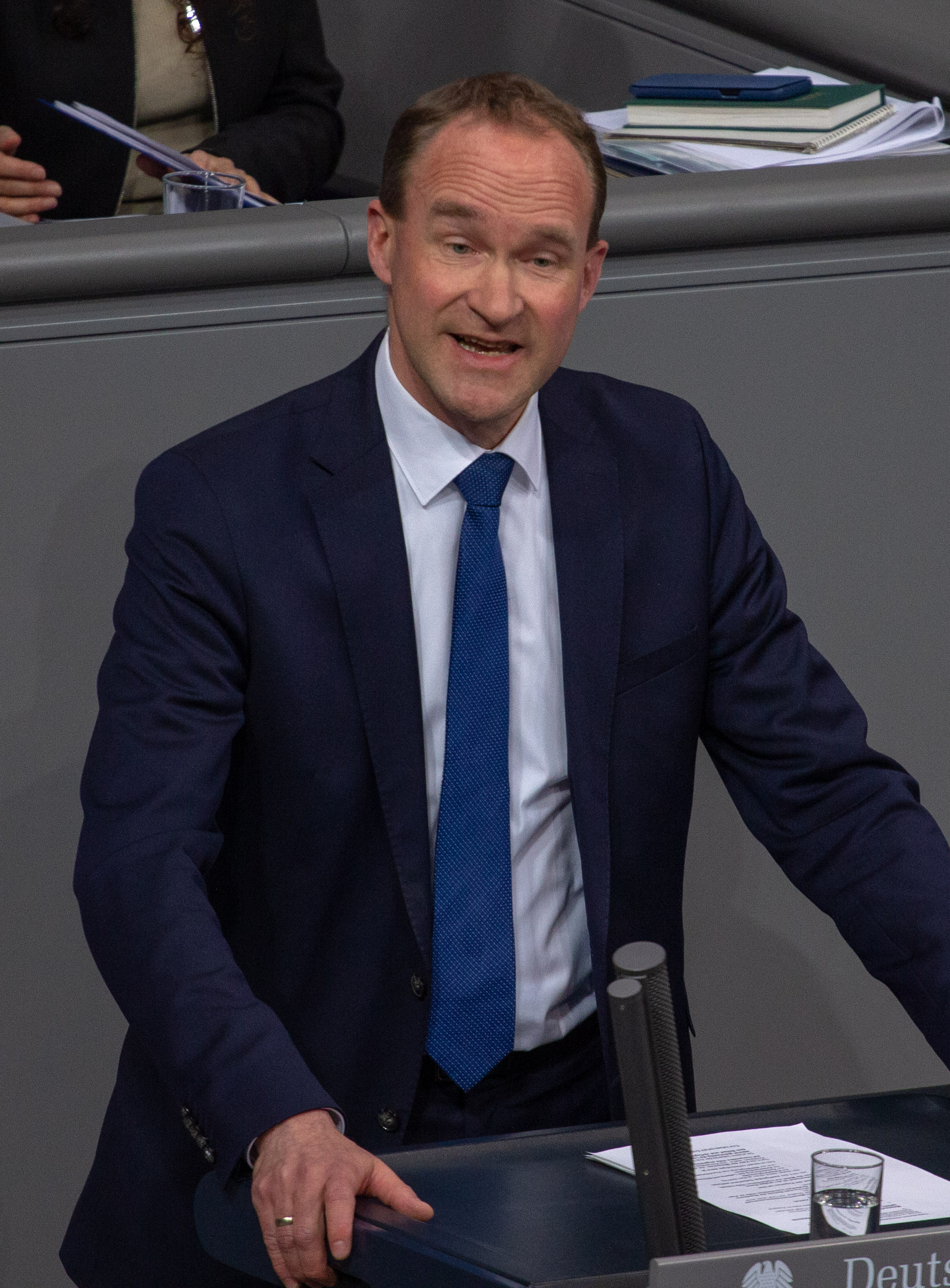
Norbert Altenkamp, 2019 im Deutschen Bundestag

Norbert Altenkamp ist seit 1990 Mitglied der CDU und war ab 1991 Mitglied der Jungen Union.
Nachdem sein Vorgänger Kurt E. Bender (CDU) nach zwölf Amtsjahren nicht mehr zur Wahl antrat, wurde Altenkamp am 28. September 2003 im ersten Wahlgang mit 63,3 % der Stimmen zum Bürgermeister der Stadt Bad Soden am Taunus gewählt. Das Amt nahm er am 1. März 2004 als hauptamtlicher Bürgermeister an. Bei den Wahlen in den Jahren 2009 und 2015 wurde Altenkamp im Amt bestätigt. Altenkamp ist Mitglied des Kreistages Main-Taunus und Vorsitzender des Haupt- und Finanzausschusses. Zudem war er Mitglied der Regionalversammlung Südhessen.
Bei der Bundestagswahl 2017 gewann Altenkamp als Direktkandidat das Mandat im Bundestagswahlkreis Main-Taunus mit 41,9 % der Erststimmen. Zudem befand er sich auf der Landesliste der CDU Hessen auf Platz 21. Im Zuge seines Einzugs in den 19. Deutschen Bundestag schied er aus seinem Amt als Bürgermeister aus. Seitdem ist Norbert Altenkamp im Deutschen Bundestag ordentliches Mitglied im Ausschuss für Bildung, Forschung und Technikfolgenabschätzung, im Ausschuss für Menschenrechte und humanitäre Hilfe, sowie stellvertretendes Mitglied im Ausschuss für Arbeit und Soziales und im Petitionsausschuss. Außerdem nimmt er das Amt eines Schriftführers wahr.
Bei der Bundestagswahl 2021 gewann Altenkamp erneut das Direktmandat im Bundestagswahlkreis Main Taunus, mit 33,3 % der Erststimmen. Zudem war er auf dem 16. Platz der Landesliste Hessen. In der 20. Legislaturperiode wurde Altenkamp stellvertretender Vorsitzender des Ausschusses für Menschenrechte und humanitäre Hilfe. Auch ist er stellvertretendes Mitglied der Interparlamentarischen Union.
Bei der Bundestagswahl 2025 gewann Altenkamp mit 39,8 % der Erststimmen erneut das Direktmandat im Bundestagswahlkreis Main-Taunus und zog in den 21. Deutschen Bundestag ein. Er stand zudem auf Listenplatz 11 der Landesliste der CDU Hessen.

## Mitgliedschaften
Altenkamp ist Beiratsmitglied der Kliniken Frankfurt-Main-Taunus GmbH. Er ist zudem Mitglied des Verwaltungsrates der Taunus Sparkasse mit einem monatlichen Einkommen von 256 Euro brutto. Bis April 2021 war er Beiratsmitglied der Süwag Energie AG.

## Privates
Altenkamp ist römisch-katholischer Konfession, verheiratet und hat zwei Kinder. Derzeit wohnt er in Bad Soden am Taunus.